# Вільна мистецька ініціатива Відмичка
Вільна мистецька ініціатива Відмичка пол. Wolna Inicjatywa Artystyczna Wytrych — польський літературний журнал, що видається в місті Рибник, що у Верхній Сілезії.
Станом на серпень 2021 вийшло друком 28 чисел журналу.
Головний редактор — Лешек Собечко (пол. Leszek Sobeczko)